# Frederic Cliffe
Frederic Cliffe (* 2. Mai 1857 in Bradford, Yorkshire; † 19. November 1931 in London) war ein englischer Komponist.
Cliffe wirkte seit 1884 an der Royal College of Music als Klavierlehrer. Zu seinen Schülern zählten John Ireland und Arthur Benjamin. 
Er schrieb, neben einigen Liedern und kleineren Instrumentalstücken, insgesamt nur sechs großformatige Kompositionen: zwei Sinfonien, eine sinfonische Dichtung, ein Violinkonzert und zwei Vokalwerke mit Orchester. Cliffe galt in jüngeren Jahren als eine der größten Hoffnungen der englischen Musik; die Uraufführung seiner ersten Sinfonie (20. April 1889 in London) löste Beifallsstürme aus. Cliffe verstummte um 1910 als Komponist; sein Landsmann Edward Elgar machte um diese Zeit Furore mit seinem Werk Enigma-Variationen. Cliffes Werke wurden bereits zu seinen Lebzeiten vergessen. In jüngster Zeit wurden sie wiederentdeckt und neu aufgeführt.

## Werke
- Sinfonie Nr. 1 c-Moll, 1889
- Cloud and Sunshine, sinfonische Dichtung, 1890
- Sinfonie Nr. 2 e-Moll, 1892
- Violinkonzert, 1896
- The Triumph of Alcestis, Szene für Alt und Orchester, 1902
- Ode to the North-East Wind, Ballade für Chor und Orchester, 1906

## Diskografie
Die Weltersteinspielung seiner Sinfonie Nr. 1 c-Moll fand 2003 in Malmö statt: Das Malmö Opera Orchestra unter Christopher Fifield spielte das Werk sowie Cloud and Sunshine ein; das schwedische Klassik-Label „Sterling“ veröffentlichte sie.   
Das Violinkonzert erschien 2011 bei Hyperion Records (The Romantic Violin Concerto Vol. 10, BBC National Orchestra of Wales).